# Heremietkreeften (familie)
Heremietkreeften (Paguridae) zijn een familie binnen de orde der tienpotigen (Decapoda).

## Leefwijze
Deze dieren zoeken steeds een veilig onderkomen in slakkenhuizen. Naarmate de kreeft groeit, wordt het kleinere huisje steeds vervangen door een groter exemplaar.

## Taxonomie
De volgende geslachten zijn bij de familie ingedeeld:
- Acanthopagurus de Saint Laurent, 1968
- Agaricochirus McLaughlin, 1981
- Alainopaguroides McLaughlin, 1997
- Alainopagurus Lemaitre & McLaughlin, 1995
- Alloeopagurodes Komai, 1998
- Anapagrides de Saint Laurent-Dechancé, 1966
- Anapagurus Henderson, 1886
- Anisopagurus McLaughlin, 1981
- Bathiopagurus McLaughlin, 2003
- Bathypaguropsis McLaughlin, 1994
- Boninpagurus Asakura & Tachikawa, 2004
- Bythiopagurus McLaughlin, 2003
- Catapaguroides Milne-Edwards and Bouvier, 1892
- Catapaguropsis Lemaitre & McLaughlin, 2006
- Catapagurus Milne-Edwards, 1880
- Ceratopagurus Yokoya, 1933
- Cestopagurus Bouvier, 1897
- Chanopagurus Lemaitre, 2003
- Cycetopagurus McLaughlin, 2004
- Decaphyllus de Saint Laurent, 1968
- Dentalopagurus McLaughlin, 2007
- Diacanthurus McLaughlin & Forest, 1997
- Discorsopagurus McLaughlin, 1974
- Elassochirus Benedict, 1892
- Enallopaguropsis McLaughlin, 1981
- Enallopagurus McLaughlin, 1981
- Enneobranchus García Gómez, 1988
- Enneopagurus McLaughlin, 1997
- Enneophyllus McLaughlin, 1997
- Eutrichopagurus Komai, 2015
- Forestopagurus García-Gómez, 1995
- Goreopagurus McLaughlin, 1988
- Hachijopagurus Osawa & Okuno, 2003
- Haigiopagurus McLaughlin, 2005
- Icelopagurus McLaughlin, 1997
- Iridopagurus de Saint Laurent-Dechancé, 1966
- Kumepagurus Komai & Osawa, 2012
- Labidochirus Benedict, 1892
- Lithopagurus Provenzano, 1968
- Lophopagurus McLaughlin, 1981
- Manucomplanus McLaughlin, 1981
- Michelopagurus McLaughlin, 1997
- Micropagurus McLaughlin, 1986
- Munidopagurus A. Milne-Edwards & Bouvier, 1893
- Nematopaguroides Forest and de Saint Laurent, 1968
- Nematopagurus Milne-Edwards and Bouvier, 1892
- Orthopagurus Stevens, 1927
- Ostraconotus Milne-Edwards, 1880
- Paguridium Forest, 1961
- Paguritta Melin,, 1939
- Pagurixus Melin, 1939
- Pagurodes Henderson, 1888
- Pagurodofleinia Asakura, 2005
- Pagurojacquesia de Saint Laurent & McLaughlin, 2000
- Pagurus Fabricius, 1775
- Parapagurodes McLaughlin and Haig, 1973
- Patagurus Anker & Paulay, 2013
- Phimochirus McLaughlin, 1981
- Pliopagurus Komai, 2013
- Porcellanopagurus Filhol, 1985
- Propagurus McLaughlin and de Saint Laurent, 1998
- Protoniopagurus Lemaitre & McLaughlin, 1996
- Pseudopagurodes McLaughlin, 1997
- Pteropagurus McLaughlin & Rahayu, 2006
- Pumilopagurus McLaughlin & Rahayu, 2008
- Pygmaeopagurus McLaughlin, 1986
- Pylopaguridium McLaughlin & Lemaitre, 2001
- Pylopaguropsis Alcock, 1905
- Pylopagurus Milne-Edwards and Bouvier, 1891
- Rhodochirus McLaughlin, 1981
- Scopaeopagurus McLaughlin & Hogarth, 1998
- Solenopagurus de Saint Laurent, 1968
- Solitariopagurus Türkay, 1986
- Spathapagurus Lemaitre & Felder, 2011
- Spiropagurus Stimpson, 1858
- Tarrasopagurus McLaughlin, 1997
- Tomopaguroides Balss, 1912
- Tomopaguropsis Alcock, 1905
- Tomopagurus Milne-Edwards and Bouvier, 1893
- Trichopagurus de Saint Laurent, 1968
- Turleania McLaughlin, 1997
- Xylopagurus A. Milne-Edwards, 1880

## In Nederland waargenomen soorten
- Genus: Anapagurus
  - Anapagurus laevis - (Knotsoog-heremietkreeft)
- Genus: Pagurus
  - Pagurus bernhardus - (Gewone heremietkreeft)
  - Pagurus cuanensis - (Harig heremietkreeftje)